# Lasiobelba subuligera
Lasiobelba subuligera är en kvalsterart som först beskrevs av Berlese 1916.  Lasiobelba subuligera ingår i släktet Lasiobelba och familjen Oppiidae. Inga underarter finns listade i Catalogue of Life.